# عبد العظيم المهتدي البحراني
عبد العظيم غلوم عباس درويش المهتدي البحراني (18 أبريل 1960 -) رجل دين وداعية ومؤلف شيعي بحريني.

## ولادته ونشأته
ولد في مدينة المحرق بالبحرين في 21 شوال 1379هجرية، وقد اختار له والده هذا الاسم تبرّكا بمسمى الشاه عبد العظيم الحسني حيث عزم على تسميته بهذا الاسم في حال أعطاه الله الذرية حينما كان في زيارة لمقامه في طهران، وقد هاجر المهتدي في عمر الثالثة عشر بعد أن تلقى تعليمه في مدارس البحرين إلى مدينة النجف للدراسة الحوزوية في سنة 1974.

## حياته في المنفى
في أكتوبر 1980 وبعد انتصار الثورة الإسلامية الإيرانية، اظهر تأييده لقائد الثورة، فاعتقل في البحرين لمدة أسبوعين ومن بعدها جرى نفيه إلى إيران فعاش فيها متنقلاً بين قم وطهران وقد انتقل في 1988 إلى الدنمارك ثم عاد في 1993 ليستقر في مدينة مشهد الإيرانية.

## عودته من المنفى
عاد إلى مسقط رأسه سنة 2001، بعد نحو سنتين من تولي حمد بن عيسى آل خليفة لمقاليد الحكم وتحقق انفراجة سياسية. فقام عند عودته إلى البحرين بتأسيس جمعية أهل البيت، ومكتبة غريب الطف، ومركز العترة لتحفيظ القرآن الكريم، وحوزة خاتم الأنبياء في منطقة عراد.

### اعتقاله في 2011
اعتقلته قوات الأمن البحرين على إثر مشاركته في الاحتجاجات البحرينية وتمت إدانته بتهمة التحريض على كراهية النظام ومن ثم أفرج عنه في مطلع 2013.

## مؤلفاته
- حقائق للتأمل. [1]
- الحسين مدرسة الأجيال.
- رسالة الأخوة والتآلف.
- العلم والعلماء في الكتاب والسنة.
- أحكامك في البلاد الأجنبية.
- علماء البحرين دروس وعبر.
- فلاح الزائرين. طبع أولاً باسم «موجز في السفر والزيارة»، ولكن تغير اسمه إلى فلاح الزائرين في الطبعة الثانية بعد إضافات كثيرة للكتاب.
- حتى تحيى المقدسات. تُرجم هذا الكتاب إلى اللغة الأردوية أيضاً.
- قصص وخواطر من أخلاقيات علماء الدين.
- مذكرات الشيخ بهلول. كتبه عن رجل الدين محمد تقي بهلول[الفارسية] وقد تُرجم الكتاب إلى اللغة الفارسية.
- نقدم لكم قدوة.
- آية الله الحائري...المهاجر إلى الله.
- (أربعون حديثا). (3 - طبعات)
- (اثنتا عشرة عينا).
- (حوار بين الحاج والشباب).
- كلمات من نور.
- معراج الصائمين.
- (سعادة الحياة الزوجية وتربية الأطفال).
- (من أخلاق الإمام الحسين).
- (تلخيص التشريع الإسلامي/ في مجلدات).
- سمعت يقولون.
- أم البنين – رسالة إلى المرأة المسلمة.
- إعلم يا بني.
- رسالة المقابر.
- أخلاق التعددية.
- معلومات تحتاجها لسفر الآخرة.
- المحبة والعدالة والعقلنة / دعائم الإصلاحات الناجحة في البحرين.
- فن العلاقات العامة (البحرين مثالاً).
- عالم ومتعلم.
- شؤون علمائية بين السائل والمجيب.
- التسقيط.
- لكي لا تموت الحرية.
- ولا تكن من الغافلين.
- لمستقبل أفضل. تُرجم هذا الكتاب إلى اللغة الإنجليزية.
- الحرية ولا بديل (طبعتان)
- تجربة الوحدة والتعايش
- ماذا تعرف عن أحكام الحج (طبعتان)
- وعي التعامل مع الأختلاف (صدرت الطبعة الثانية بتغييرات واسعة تحت عنوان - الاختلاف … وثقافة التعايش)
- الإمام المهدي … أمل الإنقاذ العالمي (طبعتان)
- مختارات من أحاديث النبي المختار
- قراءة جديدة في فن العلاقات عامة (طبعتان)
- الإمام الحسن الزكي
- العقل ودوره في حياة الإنسان المسلم.
- الخطر قريب منك، وحبل النجاة بين يديك … (طبعتان)
- أيها المسلمون.
- وللأنسان كرامة.
- يارسول الله.. هذه أمتك وأنت الدواء.
- أولويات في طريق الإصلاح والتغيير.
- نحو ثقافة الغيرة وفقه الفضيلة.
- شي من الألم.
- البناء القرآني في الحوار مع الآخر.
- الموسوعية في شخصية الشيخ ميثم البحراني.
- في التجديد لثقافة الوقف الشرعي.
- لماذا التطبير. طُبع هذا الكتاب طبعتين، ويناقش شعيرة التطبير، ويعرض فيه آراء المؤيدين والمخالفين. وقد أورد في هذا الكتاب الحوار التي أجرته معه الإعلامية لميس ضيف، وقد نُشِر هذا الحوار في صحيفة الأيام.
- في حب المصطفى محمد.
- له دعوة الحق (3- طبقات)
- أن كنت شيعياً، فهذه رسالتك.
- عن جدلية التعاطى مع الدولة.
- هذا عبدي حقاً.
- رؤى في الطريق إلى الحسين.
- إنها بطاقتك الأخلاقية.
- مبادئ في الأمن الاجتماعي.
- أوراق من حياتي.
- المبعدون..قصة العودة إلى البحرين.
- السلام: سبيل الله.
- القص والمقص.
- المسجد محراب النجاة.
- في ذكرى رحيل النبي الأكرم (ص).
- المقدس الشيرازي. هذا الكتاب ترجمة لمحمد رضا الحسيني الشيرازي.

وكتب أخرى مخطوطة في مراحل الطبع. ومئات المقالات في الصحف الإسلامية وتقاريض الكتب، وآلاف المحاضرات.